# Emil Wegmann
Emil Wegmann (* 3. Oktober 1906 in Weinheim (Bergstraße); † 22. April 1987) war ein deutscher Landtagsabgeordneter der SPD in Baden-Württemberg.

## Leben
Wegmann wurde am 3. Oktober 1906 in Weinheim geboren. Er verbrachte seine Jugend in Ladenburg, erlernte den Beruf des Drehers und arbeitete dann in verschiedenen Betrieben.
1936 trat er in die Firma Stolz-Kontakt in Mannheim-Neckarau ein.
1943 zog er nach Heidelberg. Nach dem Kriegsende 1945 war er am Wiederaufbau der demokratischen Organisationen beteiligt.
1946 wurde er zum Vorsitzenden des Betriebsrats der Firma Stolz-Kontakt in Heidelberg gewählt.
Ab Januar 1947 war er hauptamtlich als zweiter Bevollmächtigter der IG Metall in Heidelberg tätig. Von 1952 bis 1955 war er erster Bevollmächtigter. Gleichzeitig war er Vorsitzender des Ortsvereins Pfaffengrund der SPD (bis 1960).
Seit 1955 war er Vorsitzender des Deutschen Gewerkschaftsbundes im Kreis Heidelberg.
Bei den Kommunalwahlen 1956 wurde er in den Heidelberger Gemeinderat gewählt.
Seit 1961 war er stellvertretender Fraktionsvorsitzender der SPD-Stadtratsfraktion. 1964 wurde er in den
Landtag von Württemberg gewählt.

## Familie
Wegmann war verheiratet und hatte ein Kind.